# Thyca (gastéropode)
Genre
Synonymes
- Bessomia Berry, 1959
- sous-genre Capulus (Thyca)
- Granulithyca Habe, 1976
- Kiramodulus Kuroda, 1949
- sous-genre Thyca (Bessomia) Berry, 1959
- sous-genre Thyca (Kiramodulus) Kuroda, 1949
- sous-genre Thyca (Thyca) H. Adams & A. Adams, 1854[1]

Thyca est un genre de mollusques gastéropodes au sein de la famille Eulimidae. Les espèces rangées dans ce genre sont pour la plupart des parasites d'étoiles de mer.

## Liste d'espèces
Selon World Register of Marine Species (12 août 2017) :
- Thyca astericola (A. Adams & Reeve, 1850)
- Thyca callista Berry, 1959
- Thyca crystallina (Gould, 1846)
- Thyca ectoconcha P. Sarasin & F. Sarasin, 1887
- Thyca hawaiiensis Warén, 1980
- Thyca lactea (Kuroda, 1949)
- Thyca nardoafrianti (Habe, 1976)
- Thyca sagamiensis (Kuroda & Habe, 1971)
- Thyca stellasteris Koehler & Vaney, 1912

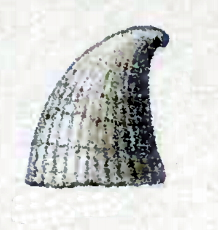
Thyca astericola
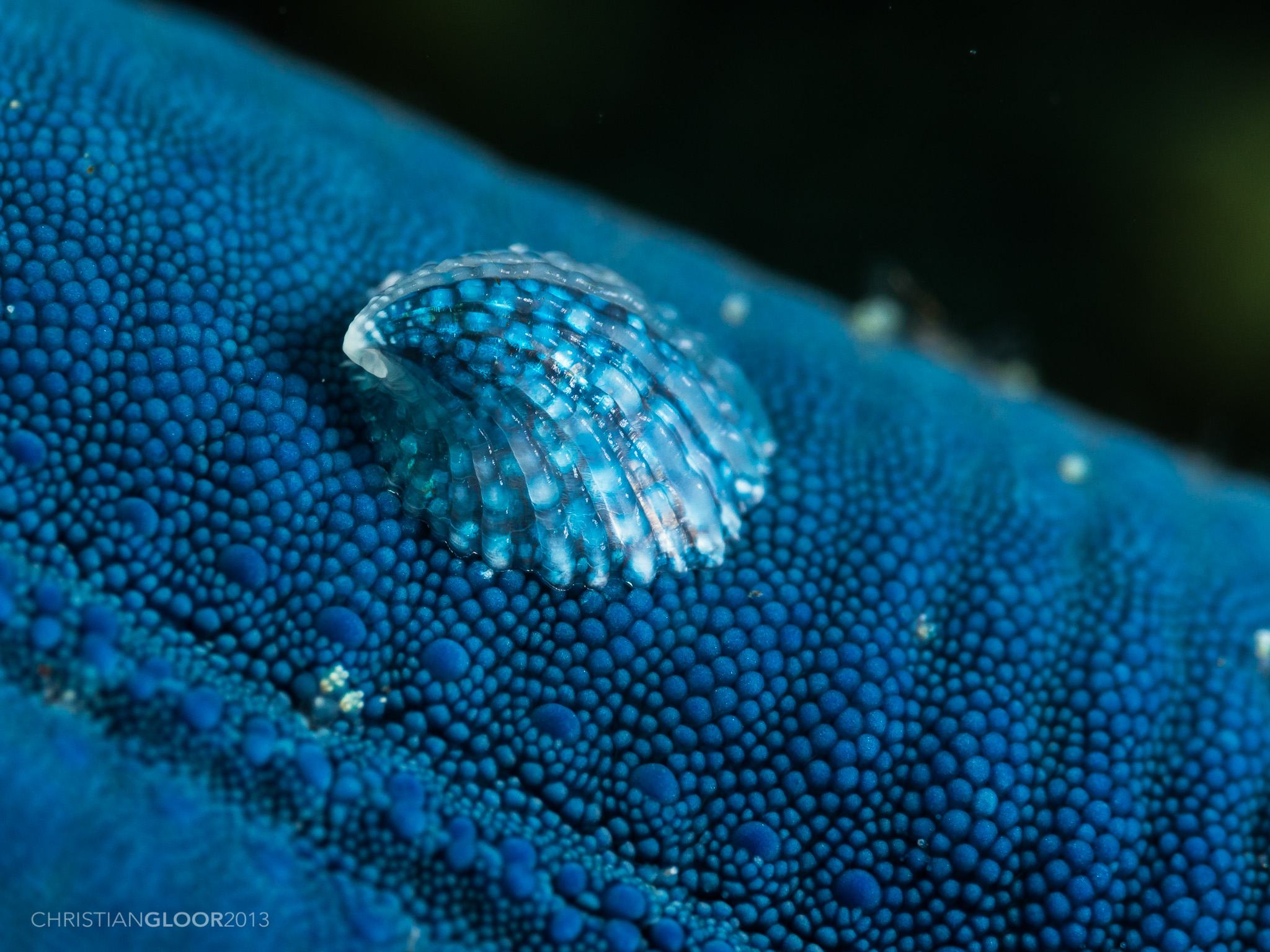
Thyca crystallina
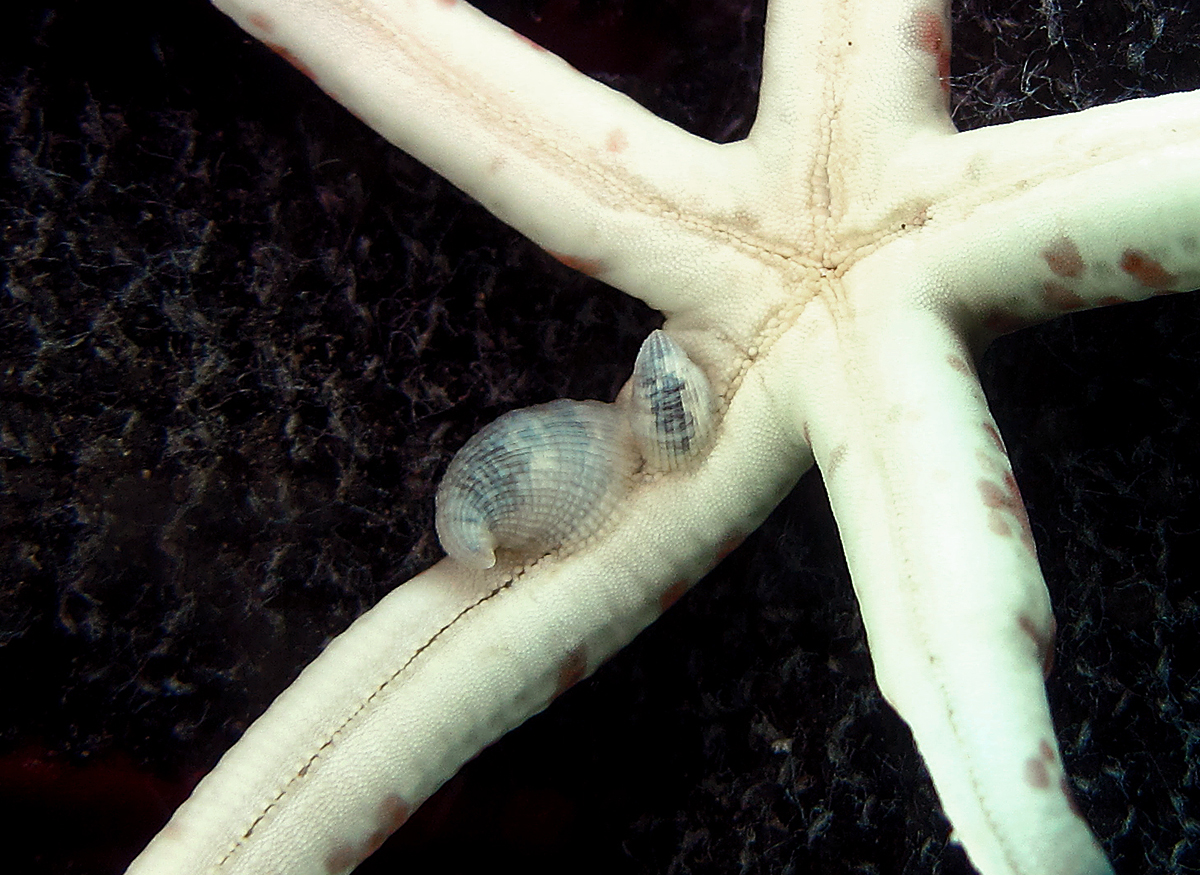
Des Thyca ectoconcha parasites sur la face orale d'une Linckia multifora.